# Société typographique de Neuchâtel
La Société typographique de Neuchâtel è stata una casa editrice e agenzia libraia svizzera che operò tra il 1769 e il 1794 fondata da quattro borghesi di Neuchâtel: Frédéric Samuel Ostervald, Jean-Elie Bertrand, Samuel Fauche e Jonas-Pierre Berthoud. I loro archivi, composti da circa 25.000 lettere e vari tipi di libri contabili conservati nella Bibliothèque publique et universitaire de Neuchâtel, sono una fonte senza pari per lo studio del commercio librario europeo del XVIII secolo.
Era specializzata nella contraffazione e ristampa di opere di successo, approfittando dell'assenza di una legislazione internazionale sul diritto d'autore. Pubblicò anche opere in collaborazione con altre società (Société typographie de Berne, Société typgraphique de Lausanne) e praticò il baratto per variare i suoi fondi. Intrattenne rapporti commerciali con un centinaio di librai europei, disponeva di una vasta rete di distribuzione e si avvaleva di contrabbandieri per contrabbandare libri vietati in Francia.